# Рагби 13 репрезентација Соломонових Острва

Рагби 13 репрезентација Соломонових Острва је рагби 13 репрезентација, која представља острвску државу Соломонова Острва у овом екипном, колизионом спорту.
Соломонова Острва су тренутно 42. на светској рагби 13 листи. Утакмице као домаћин, рагби 13 репрезентација Соломонових Острва игра на стадиону "Таун граунд" у главном граду Хонијара. 
Рагби 13 репрезентација Соломонових Острва није успела до сада, да се квалификује на Светско првенство у рагбију тринаест.

## Историја
Рагби 13 се појавио на Соломоновим Острвима 1999. 
Рагби 13 федерација Соломонових Острва је формирана 2008. 
Прву званичну утакмицу рагби 13 репрезентација Соломонових Острва су одиграла против Вануатуа 7.10.2013. Резултат је био 48-30 за Вануату. Највећу победу, тринаестичари Соломонових Острва су остварили над Хонг Конгом у октобру 2018. Резултат је био 56-14.

## Тренутни састав
- Хенри Ангикимуа
- Шетлер Ангикитаси
- Џошуа Фијумаје
- Демијен Хороји
- Вилсон Ифуноа
- Стив Кауга
- Герет Кенгалу
- Гери Килико
- Елтон Лојеа
- Џими Мајебата
- Мостин Мијенау
- Језекиљ Мана
- Фрејсер Манау
- Еди Мојева
- Стивен Момоа
- Френсис Рамо
- Меткелф Сајтаји
- Тимо Санга
- Данијел Саоматанги
- Скот Саонуку
- Џеферсон Скот
- Мојсес Сингамоана
- Ронсли Танго
- Тони Таупонџи
- Ален Џуниор Таваке
- Озил Тела
- Кервил Тенгемоана
- Били Џунијор Тојт
- Дарвин Тонгака
- Ларвенстар Тонгака
- Френк Вајкаји

## Резултати
- Вануату  - Соломонова Острва  48-30, пријатељска, 7.10.2013. 1 600 гледалаца
- Вануату  - Соломонова Острва  48-30, 16.10.2016. 1 000 гледалаца, пријатељска
- Вануату  - Соломонова Острва  24-16, 22.10.2017. 1 300 гледалаца, пријатељска
- Турска  - Соломонова Острва  40-20, 1.10.2018. 350 гледалаца, рагби 13 нације у развоју
- Хонг Конг  - Соломонова Острва  22-30, 7.10.2018. 120 гледалаца, рагби 13 нације у развоју
- Јапан  - Соломонова Острва  22-44, 9.10.2018. 100 гледалаца, рагби 13 нације у развоју
- Хонг Конг  - Соломонова Острва  14-56, 13.10.2018. 100 гледалаца, рагби 13 нације у развоју

## Учинак
| Противник | Одиграно утакмица | Победа С. Острва | Нерешено | Пораз С. Острва |
| --------- | ----------------- | ---------------- | -------- | --------------- |
| Хонг Конг | 2                 | 2                | 0        | 0               |
| Јапан     | 1                 | 0                | 0        | 1               |
| Турска    | 1                 | 0                | 0        | 1               |
| Вануату   | 3                 | 0                | 0        | 3               |